# Mitchell (Georgia)
Mitchell is een plaats (town) in de Amerikaanse staat Georgia, en valt bestuurlijk gezien onder Glascock County.

## Demografie
Bij de volkstelling in 2000 werd het aantal inwoners vastgesteld op 173.
In 2006 is het aantal inwoners door het United States Census Bureau geschat op 186, een stijging van 13 (7,5%).

## Geografie
Volgens het United States Census Bureau beslaat de plaats een oppervlakte van
3,8 km², geheel bestaande uit land. Mitchell ligt op ongeveer 163 m boven zeeniveau.

## Plaatsen in de nabije omgeving
De onderstaande figuur toont nabijgelegen plaatsen in een straal van 28 km rond Mitchell.